# 台湾前胡
台湾前胡（学名：Peucedanum formosanum）是伞形科前胡属的植物。分布在中国的广西、福建、广东、台灣等地，生长于海拔600米至2,000米的地区，常生于山坡林缘草丛中，目前尚未由人工引种栽培。

## 外部連結
- 白花前胡戊素 Praeruptorin E（页面存档备份，存于） 中草藥化學圖像數據庫 (香港浸會大學中醫藥學院) （中文）（英文）